# Новакович, Фиби
Фиби Новакович (англ. Phebe N. Novakovic; род. 1957, Питтсбург, Пенсильвания) — председатель и Chief Executive Officer компании General Dynamics. В 2018 году она заняла 25-е место в рейтинге самых влиятельных женщин мира в бизнесе по версии Forbes.

## Ранний период жизни
Фиби Новакович (серб. кир. Фиби Новаковић) имеет сербское происхождение. В 1979 году она окончила Колледж Смит, получив степень бакалавра искусств и наук в области государственного управления и немецкого языка. В 1988 году получила степень магистра делового администрирования в Уортонской школе при Пенсильванском университете.

## Карьера
В середине 1980-х годов работала сотрудником по операциям в Центральном разведывательном управлении (ЦРУ). Работала в Административно-бюджетном управлении в администрации президента США Джорджа Герберта Уокера Буша. С июля 1997 по май 2001 года была специальным помощником министра обороны США и заместителя министра обороны США.
В мае 2001 года присоединилась к компании General Dynamics (GD) в качестве директора стратегического планирования. В мае 2012 года стала президентом и Chief operating officer GD. С 1 января 2013 года занимает должность председателя и Chief Executive Officer GD.
Входила в состав совета директоров Abbott Laboratories с января 2010 по апрель 2021 года. В 2018 году заняла 25-е место в рейтинге самых влиятельных женщин мира в бизнесе по версии Forbes. С января 2018 года является членом совета директоров Aerospace Industries Assn. С декабря 2020 года является членом совета директоров JPMorgan Chase. Также является членом совета попечителей Центра стратегических и международных исследований и Северо-Западного университета. 
В 2022 году заняла 30-е место в рейтинге самых влиятельных женщин мира по версии Forbes. 